# 고추기름

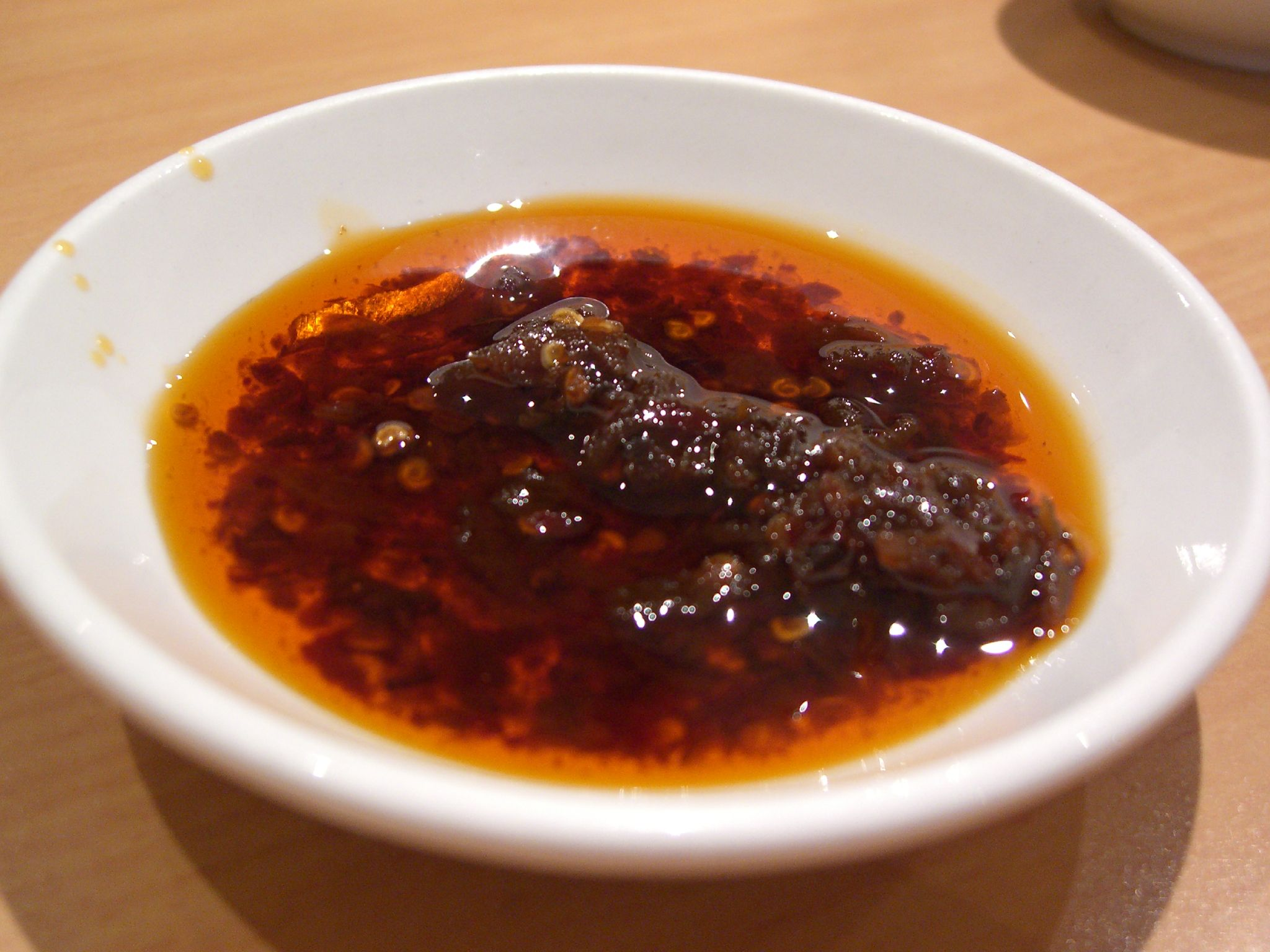
중국식 고추기름

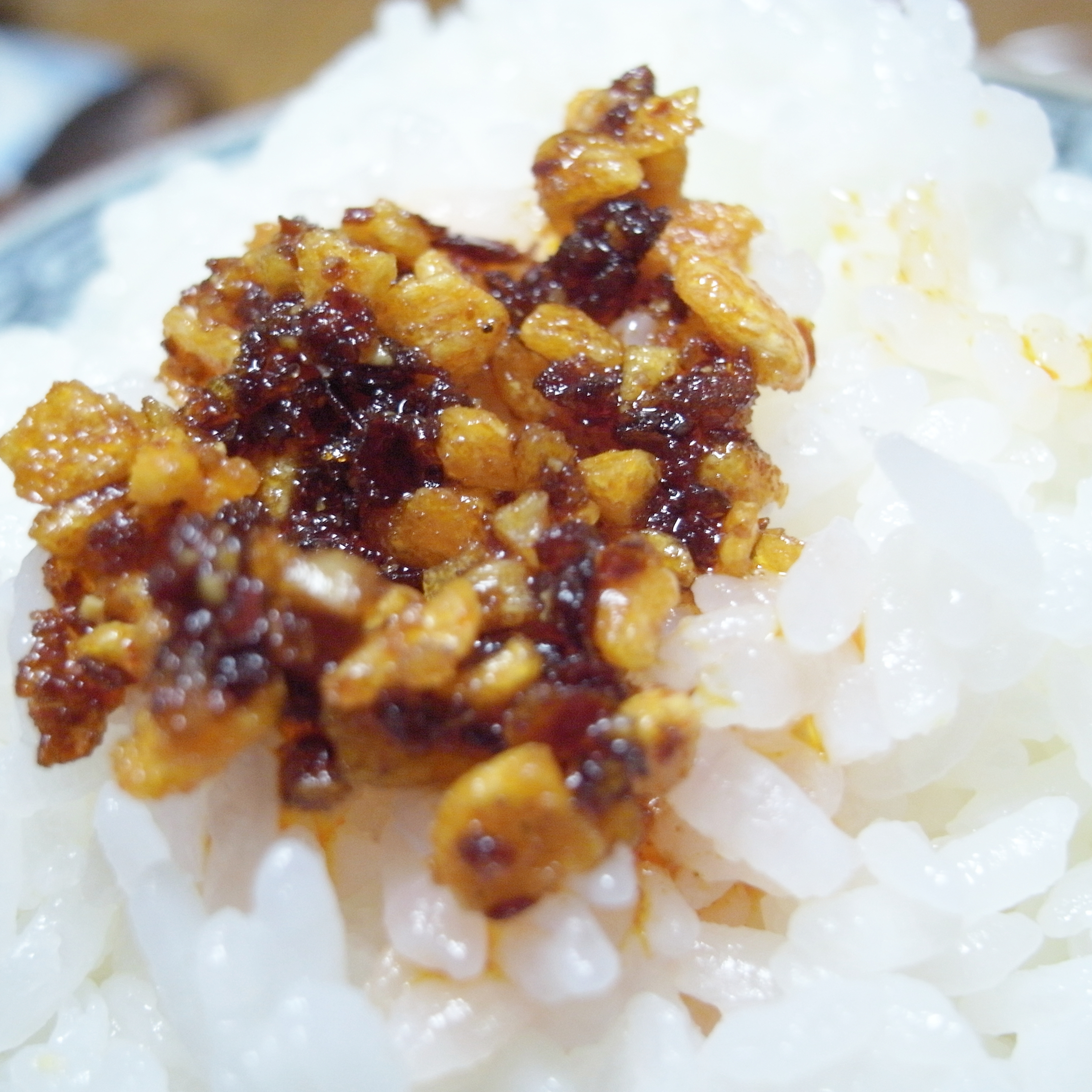
쌀밥과 고추기름

고추기름은 고춧가루나 고추, 마른 고추 등의 매운맛을 우려낸 기름이다. 중국 요리에서 조미료로 많이 쓴다.

## 지역별 고추기름

### 한국
식용유에 대파, 마늘 등 향신채를 넣어 끓이다가, 달구어진 기름을 고춧가루에 여러 번 나누어 부어 가면서 골고루 저어 만든다. 주로 콩기름 등 향이 없는 식용유가 쓰이며, 참기름을 섞거나 참기름만 쓰기도 한다. 이후 고운 체에 내려 고춧가루를 거른다. 약불에서 고춧가루를 기름에 천천히 볶아 만들기도 한다. 순두부찌개, 육개장 등 국·찌개 류나 멸치·진미채 등 건어물 볶음 등에 쓰인다. 그 외에도 한국 요리에는 고추 씨에서 짠 고추씨기름이 쓰인다.

### 이탈리아
이탈리아의 올리오 피칸테 알 페페론치노(이탈리아어: olio piccante al peperoncino)는 올리오 피칸테(이탈리아어: olio piccante), 올리오 알 페페론치노(이탈리아어: olio al peperoncino) 또는 올리오 디 페페론치노(이탈리아어: olio di peperoncino)라 부르기도 한다. 엑스트라 버진 올리브유에 페페론치노를 담가 우려 만든다. 칼라브리아고추가 생산되는 칼라브리아주의 고추기름이 유명하다.

### 중국
중국의 라유(중국어: 辣油, 병음: làyóu, 한자음: 랄유), 라자오유(중국어: 辣椒油, 병음: làyóu, 한자음: 랄초유) 또는 훙유(중국어 간체자: 红油, 정체자: 紅油, 병음: hóngyóu, 한자음: 홍유)는 쓰촨 요리 등에 널리 쓰인다. 쓰촨식 고추기름은 전통 방식으로 짠 유채기름인 채자유를 끓이다가 고춧가루에 부어 만든다. 고춧가루는 마른 고추를 기름 없이 볶은 다음, 씨를 제거하고 곱게 갈아 만들며, 채자유를 끓일 때 기름 없이 볶아둔 생강, 팔각, 월계수 잎, 계피, 초과, 정향, 회향, 화자오 등의 향신료 및 지치 등을 넣어 향미를 더하기도 한다. 기름과 고춧가루의 비율은 2:1이며, 기름을 세 차례에 걸쳐 부어 만드는데, 기름 온도가 190°C일 때 절반을, 135°C일 때 나머지의 절반을, 마지막으로 85°일 때 나머지를 붓는다. 이를 "첫 번째는 향을 내고, 두 번째는 붉은색을 내며, 세 번째는 매운 맛을 낸다."는 뜻의 "이샹, 얼훙, 싼라(一香、二红、三辣)"라는 말로 일컫기도 한다. 고춧가루는 거르지 않는다. 

### 포르투갈
포르투갈의 몰류 드 피리피리(포르투갈어: molho de piri-piri)는 "피리피리"로도 알려져 있는 말라게타고추를 마늘, 소금, 위스키(또는 식초)와 함께 엑스트라 버진 올리브유에 담가 우려 만든다.

## 같이 보기
- 고추씨기름
- 유라자오
- XO장
- 고추 식초